# Action républicaine et sociale (Troisième République)
 (juin 2015).
Si vous disposez d'ouvrages ou d'articles de référence ou si vous connaissez des sites web de qualité traitant du thème abordé ici, merci de compléter l'article en donnant les références utiles à sa vérifiabilité et en les liant à la section « Notes et références ».
Pour les articles homonymes, voir ARS et Action républicaine et sociale.
L'Action républicaine et sociale (ARS) est un groupe parlementaire de la Troisième République formé en 1919 par 46 députés, proches du Parti républicain de réorganisation nationale, dont il entendait être la représentation à la Chambre. Le groupe disparaît en 1924.
Le groupe est un rassemblement hétéroclite de parlementaires venant tout aussi bien de la droite plébiscitaire (Pierre Taittinger, Gaston Le Provost de Launay) que de l'Alliance démocratique (Paul Reynaud) et comprenant aussi des radicaux en rupture de ban (Maurice Bokanowski). Formé en grande majorité par de nouveaux élus, le groupe souhaitait dépasser les débats d'avant 1914 (sur la laïcité notamment) pour se concentrer sur les problèmes sociaux, la réorganisation étatique ou institutionnelle.
Le Parti républicain de réorganisation nationale, qui entendait mettre en œuvre un tel programme, s'avère être un échec et ses activités cessent autour de 1922. Le groupe continue cependant d'exister jusqu'à la fin de la législature mais n'est pas reconstitué après les élections de 1924.

## Sources
- Jean-François Sirinelli, Les droites françaises, de la Révolution à nos jours, Paris, coll. « Folio histoire », 1995.